# Joan Micklin Silver
Joan Micklin Silver (* 24. Mai 1935 in Omaha, Nebraska; † 31. Dezember 2020 in New York City, New York) war eine US-amerikanische Filmregisseurin und Drehbuchautorin.

## Leben
Joan Micklin Silver wurde als Tochter jüdischer Russen geboren und wuchs in Omaha auf. Sie studierte (Musik und Literatur) am Sarah Lawrence College in New York und machte 1956 ihren Abschluss. Kurze Zeit später heiratete sie den Rabbi Raphael D. Silver. Gemeinsam zogen sie nach Cleveland und wurden Eltern dreier Töchter.
Dort arbeitete sie als Musiklehrerin für verhaltensgestörte Kinder. Zum Film stieß sie mit der Herstellung von Lehrfilmen im Auftrag der Encyclopedia Britannica. Mit ihrem ersten Kinospielfilm Hester Street, der Geschichte einer orthodoxen Jüdin, die ihrem Ehemann von Russland nach New York folgt und auf eine gänzlich fremde Welt trifft, hatte Silver einen großen Erfolg. Mit Zwischen den Zeilen konnte sie an das gelungene Debüt anknüpfen; die späteren Filme kamen bei der Kritik und beim Publikum weniger gut an.
Für den Film Zwischen den Zeilen wurde sie auf der Berlinale 1977 mit dem Interfilm Award – Otto-Dibelius-Preis ausgezeichnet und gewann den Leserpreis der Berliner Morgenpost.
Silver starb am Silvestertag 2020 im Alter von 85 Jahren in ihrem Zuhause im New Yorker Stadtteil Manhattan an den Folgen einer Erkrankung an vaskulärer Demenz.

## Filmografie (Auswahl)
- 1974: Hester Street (Hester Street)
- 1977: Zwischen den Zeilen (Between the Lines)
- 1979: Hals über Kopf (Head over Heels)
- 1984: Finnegan, fang nochmal an! (Finnegan, Begin Again)
- 1988: Sarah und Sam (Crossing Delancey)
- 1989: Loverboy – Liebe auf Bestellung (Loverboy)
- 1991: Frauen hinter Gittern (Prison stories – Women on the Inside) – (Regie der 2. Episode)
- 1992: Familienstreß (Stepkids)
- 1997: Im Angesicht meiner Feinde (In the Presence of Mine Enemies)